# Gróf Béla
Gróf Béla (Sopron vármegye, Farád, 1883. október 12. – Magyaróvár, 1936. szeptember 20.) biológus, mezőgazda, növényvédelmi kutató.

## Életrajza
A Sopron vármegyei Farádon született 1883. október 12-én Gróf Endre és Holzhammer Erzsébet gyermekeként. Felesége Gunde Mária, testvérei Gróf Endre, Gróf Erzsébet, Gróf Jolán és Gróf Irén.
1902-ben érettségizett a Győri Állami Főreáliskolában, majd 1906-ban a budapesti tudományegyetemen középiskolai tanári oklevelet, 1911-ben pedig bölcsészdoktori oklevelet; közben a debreceni Gazdasági Akadémián gazda oklevelet is szerzett 1909-ben.
1906-0907 között a budapesti tudományegyetem tanársegéde, 1907-1912 között a debreceni Gazdasági Akadémia Növénytani Tanszékének asszisztense. 1912-1918 között a kolozsvári Gazdasági Akadémia Növénytani Tanszékének tanársegéde, majd 1918-tól 1920-ig a növénytan rk. tanára; közben az első világháborúban 1914-től 1918-ig frontszolgálatot teljesített. 1920-tól 1922-ig a debreceni Gazdasági Akadémián a növénytan ny. rendes tanára, 1922-től 1927-ig a szegedi Alföldi Mezőgazdasági Intézet alapító vezetője, a magyaróvári Gazdasági Akadémia tanára, a Növény-Állattani Tanszék és a Botanikus Kert vezetője (1927–1936). Tagja volt az Országos Növényvédelmi Tanácsnak is.

## Munkássága
Főként növényvédelmi kutatásokkal foglalkozott; elsősorban a cukorrépa, a lucerna és a lóhere kártevői elleni védekezéssel, annak megszervezésével és irányításával. Számos új, a rovarkártevők elleni találmány fűződik nevéhez. Legismertebb találmánya a Gróf–Kühne gyorscsávázó gép, amelynek előnye volt, hogy a gabona üszögbetegségei ellen csávázott vetőmagot szárítás nélkül, azonnal zsákolni lehet. Másik találmánya a benzin üzemű Vulkán lángszóró, amely a bogárfogó árkokban összegyűlt répabarkók elégetését szolgálta. Jelentős eredményeket ért el a cukorrépamagvak csírázóképességének vizsgálata terén. Jó kapcsolatot alakított ki a cukor- és vegyigyárak között: a gyárak által előállított termékek, illetve készítmények hatékonyságát vizsgálta szabadföldi körülmények között. Sokirányú tevékenysége mellett a mosonmagyaróvári főhercegi uradalom állandó vadkárbecslőjeként, valamint a Növényegészségügyi Szolgálat szakértőjeként is munkálkodott, tanulmányutakat tett Németországban és Bulgáriában, kongresszusokat szervezett, előadásokat tartott, számos tankönyvet, szakkönyvet is írt és szerkesztett. 
A szaklapok közül 1913–1936 között a Köztelek c. lap növénykórtani rovatának vezetője. 1928–1936 között a Cukorrépa, 1930– 1936 között a Kertészet és Szőlészet c. szaklapok;  1929–1936 között a Gazdasági Zsebkönyvek című könyvsorozat alapító szerkesztője. 1930-1936 között Mezőgazdaság c. növényvédelmi és közgazdasági folyóirat főmunkatársa.

## Főbb munkái
- A fekete csíkbogár – Hydrophilus piceus – női ivarkészülékének alaktana. Egy. doktori értek. is. (Állattani Közlemények, 1911)
- Radioaktív műtrágyák. – A japán menta. (Természettudományi Közlöny, 1914)
- A mentarozsda. (Kísérletügyi Közlemények, 1914)
- Növénykórtan. Akadémiai tankönyv. Révy Dezsővel. (Budapest, 1929)
- Gazdasági növénytan. Gazdasági népkönyvtárak és gazdasági iskolák számára. Akadémiai tankönyv. Révy Dezsővel. (Budapest, 1929)
- A cukorrépa kártevői és betegségei. (Magyaróvár, 1930)
- A búzapoloska és a poloskás búza. (Magyaróvár, 1932)
- A lisztes répabarkó élete és irtása. (Magyaróvár, 1933)
- Adatok a cukorrépa gyökérfarok-rothadásának ismeretéhez. (Magyaróvár, 1933)
- Cukorrépa és répatermesztés. Gruber Ferenccel, Taróczi Szmazsenka Herberttel. (Magyaróvár, 1935)
- A lucerna és a vöröshere kártevői és betegségei. (Magyaróvár, 1935)
- A rét és legelő növényei. Fűmagtermesztés. Gruber Ferenccel, Taróczi Herberttel. (Magyaróvár, 1936).